# 埃马斯国家公园
埃马斯国家公园（葡萄牙語：Parque Nacional das Emas）是巴西的一座国家公园，位于戈亚斯和南马托格罗索州两州之间的巴西中西部地区，在17º50’—18º15’S 至52º39’—53º10’W这一范围内。
埃马斯国家公园是一个典型的塞拉多生态系统，拥有大食蚁兽、鬃狼、犰狳、美洲鸵鸟等生物。2001年和韋阿代魯斯高地國家公園共同列入联合国教科文组织世界遗产。
其他大型哺乳動物包括：美洲獅、虎貓、南美貘、領西貒、白唇西貒、沼澤鹿、赤短角鹿、灰短角鹿、黑吼猴和水豚。

## 世界遗产登录基准
该世界遗产被认为满足世界遺產登錄基準中的以下基準而予以登錄：
- （ix）在陆上、淡水、沿海及海洋生态系统及动植物群的演化与发展上，代表持续进行中的生态学及生物学过程的显著例子。
- （x）拥有最重要及显著的多元性生物自然生态栖息地，包含从保育或科学的角度来看，符合普世价值的濒临绝种动物种。